# Himilcão
Himilcão (em fenício: Chimilkât) foi um explorador cartaginês que no século V a.C. (por volta do ano 480 a.C., segundo algumas fontes) empreendeu uma viagem de exploração ao longo das costas atlânticas da Europa. A viagem foi feita pela mesma época do périplo de Hanão pelo litoral atlântico da África.
O objectivo da viagem de exploração era atingir por mar as ilhas do Estanho, a actual Grã-Bretanha, local que os povos da bacia do Mediterrâneo sabiam ser rico naquele metal. O estanho, componente do bronze, então um dos materiais mais apreciados, era uma mercadoria muito valiosa que, caso fosse viável o comércio directo pela via marítima, poderia justificar viagens a região então tão remota.
Apesar de saber que existiu um relato escrito da viagem de Himilcão, o mesmo perdeu-se e hoje apenas se conhecem referências em fontes gregas e romanas.
Um dos relatos conhecidos é o do escritor romano Avieno (em latim: Avienus) outro as referências contidas na História Natural de Plínio, o Velho. Ambos referem como fonte uma tradução grega do texto cartaginês, entretanto perdida.
Partindo de Cartago, Himilcão navegou para Gadir, a actual cidade de Cádis, no sudoeste da Península Ibérica. A partir dali navegou para noroeste ao longo da costa ibérica, numa autêntica viagem de descoberta, já que não se conhecem périplos anteriores daquelas águas, embora se admita que os povos ibéricos, nomeadamente os tartéssios, já navegassem para norte até à actual costa atlântica da França. Provavelmente o objectivo seria explorar e elaborar um roteiro para futuras viagens.
O texto de Himilcão, segundo as fontes latinas, reportava a passagem por uma zona de mar calmo, sem vento, onde seriam abundantes as baleias, o que muito assustou os marinheiros cartagineses.
Tendo atingido as costas da Britânia, regressou a Cartago com o roteiro pretendido.